# 綠色星
綠色星，在天文學中是由於錯覺讓白色或藍色的星在視覺上顯示為綠色。沒有真正綠色恆星的原因是恆星的顏色或多或少是由黑體光譜給出的，而這看起來從來不會是綠色。然而，對於一些觀測者來說，有一些星星看起來是綠色的。這通常是因為視覺上的錯覺，使紅色物體附近的物體看起來是綠色。有一些多星系統，例如心宿二，是一顆明亮的紅色恆星，這種錯覺使系統中的其他恆星看起來是綠色。

## 為什麼星星看起來不會是綠色

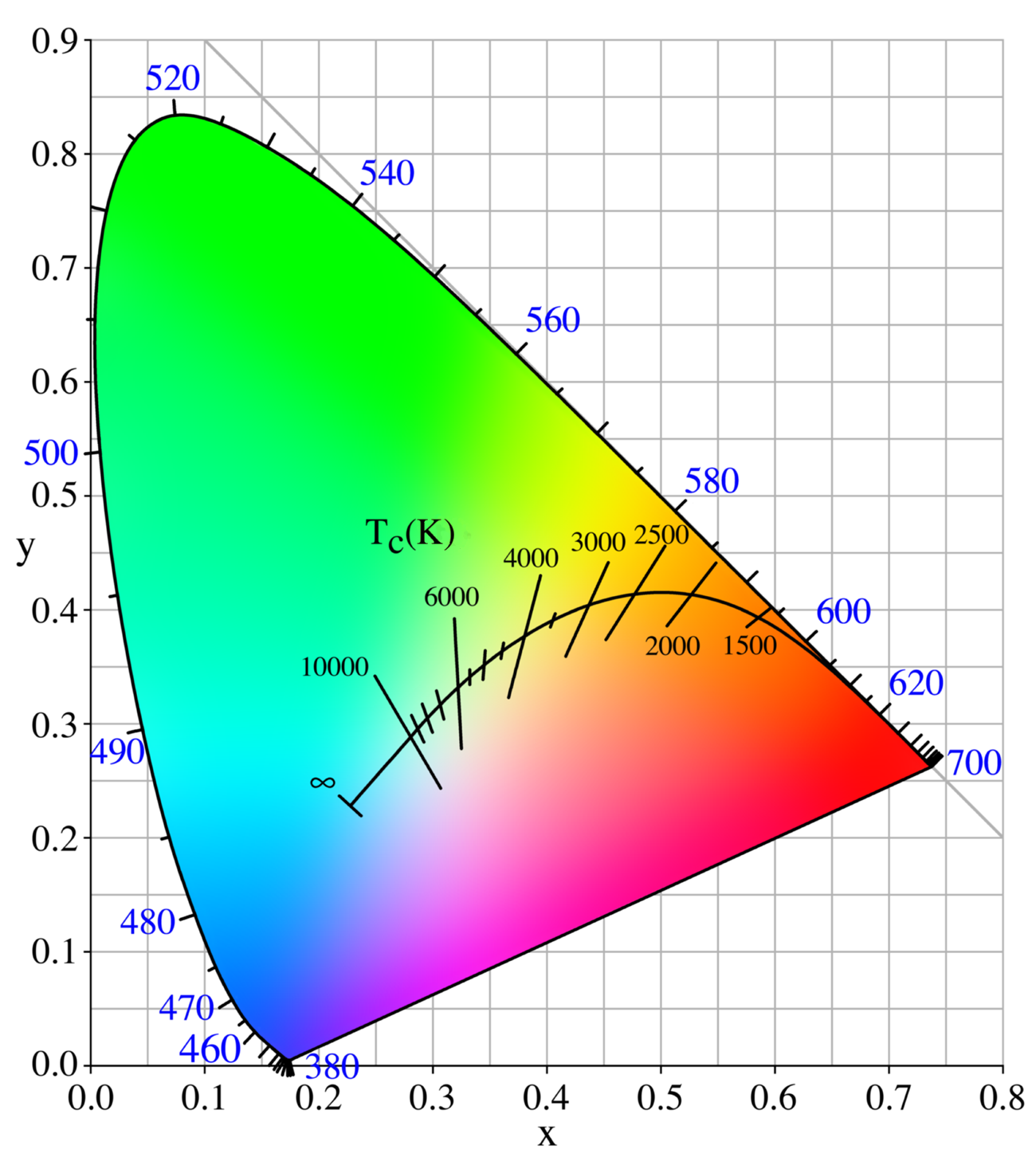
黑體輻射和大多數恆星的顏色位於普朗克軌跡（圖中間部分彎曲的黑線）上，對應的溫度是絕對溫度（K，在 CIE 1931 x,y空間）。光譜（彩虹）顏色位於圖的外彎曲部分，波長的單位為奈米。

不同溫度黑體的普朗克曲線，並與經典的瑞立-金斯定律進行比較。

雖然恆星的光譜會有一些譜線，但恆星通常類似黑體，所以它的顏色或多或少是一個黑體的顏色。黑體的顏色位於圖表中間黑色的普朗克軌跡上。我們可以看見，這個軌跡正好穿過紅色、橙色、黃色、白色和淺藍色區域，我們確實也看見許多這些顏色的恆星。另一方面，它不會穿過綠色、藍綠色（深藍色）或紫羅蘭色的區域，因此很少能看見這些顏色的恆星，即使有也是因為一些其它的光學效果。
恆星的黑體顏色有時會與光譜的顏色混淆。光譜（彩虹）顏色是右側關係圖邊界彎曲部分的顏色。可以看見彩虹的紅色、橙色、黃色和藍色與黑體的顏色大致相同。然而，峰值為綠光的恆星也會發出很多紅光與藍光。而人類的視覺系統碰巧將這種混和的顏色解釋為白色，而不是綠色。因此，這些光譜的顏色顯示出的恆星顏色，事實上是人類視覺的怪癖，而不是恆星的屬性：如果使用更擅長於區分光波長的儀器（例如光譜儀），那麼所有光譜的顏色看起來就與恆星的顏色完全不同。所有足夠熱的恆星，看起來都會有一些藍色的陰影（不像一些常見的報告中聲稱的紫羅蘭色）。原因是在足夠高的溫度下（超過20,000K），儘管在較短的波長上它們可能有很多的不同，但在可見光的光譜下看起來都一樣。雖然可見波長輸出最大量的是紫羅蘭色，但加上在其它波長輸出的可見光，足以使它看起來是淺藍色：是普朗克軌跡末端的顏色，而不是光譜末端的顏色。
事實上，人類視覺上的色彩，特別是對物體顏色的感知，比上述解釋得還要複雜得多。不僅取決它發出的光，還與附近物體的顏色有關。例如，靠近紅色物體的藍色物件，可能會顯得有些綠色；顯然許多綠色的星星都是這種效果產生的。

## 星星類似於綠色的物件
雖然沒有真正是綠色的恆星，但有許多天體有時看起來是綠色。本節列出了其中的一些。

### 多星系統

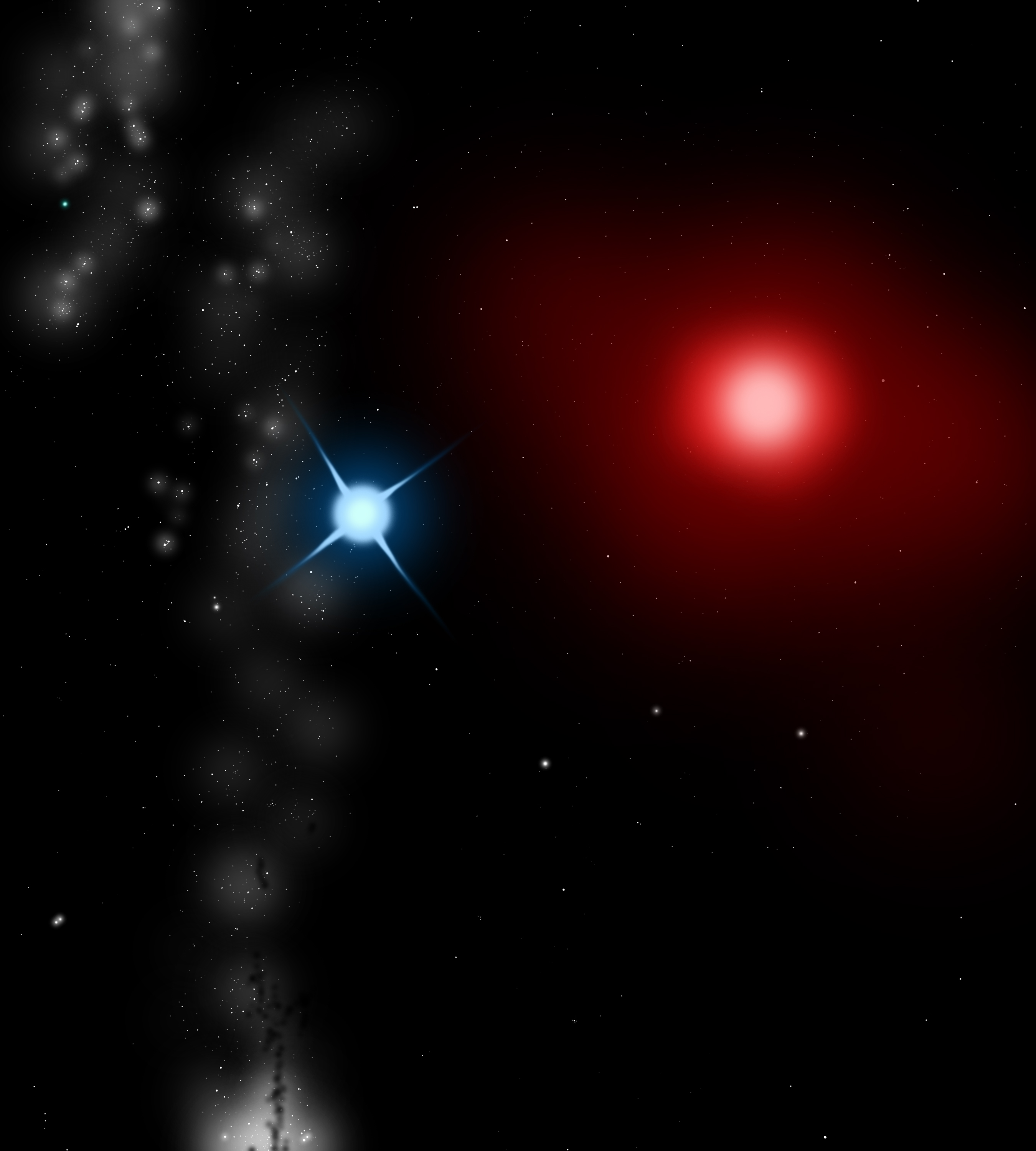
心宿二（紅色）與它的伴星，心宿二B。

在雙星或多星系統中，有一些恆星即使它真正的顏色是藍色或白色，但看起來是綠色的。如果系統中包含大的紅色或橙色的恆星，就可能會發生這種狀況。視覺上的錯覺使靠近紅色的物體顯得稍微變成綠色。
與紅色的超巨星心宿二對比的藍色心宿二B，是最經典的例子。
其它的例子包括天大將軍一（仙女座γ）和距離地球1,500光年的聯星螣蛇十一（仙后座σ）。
螣蛇十一綠色調的主星是星等為5.0等，藍色調的伴星視星等為7.3等。

### 星雲

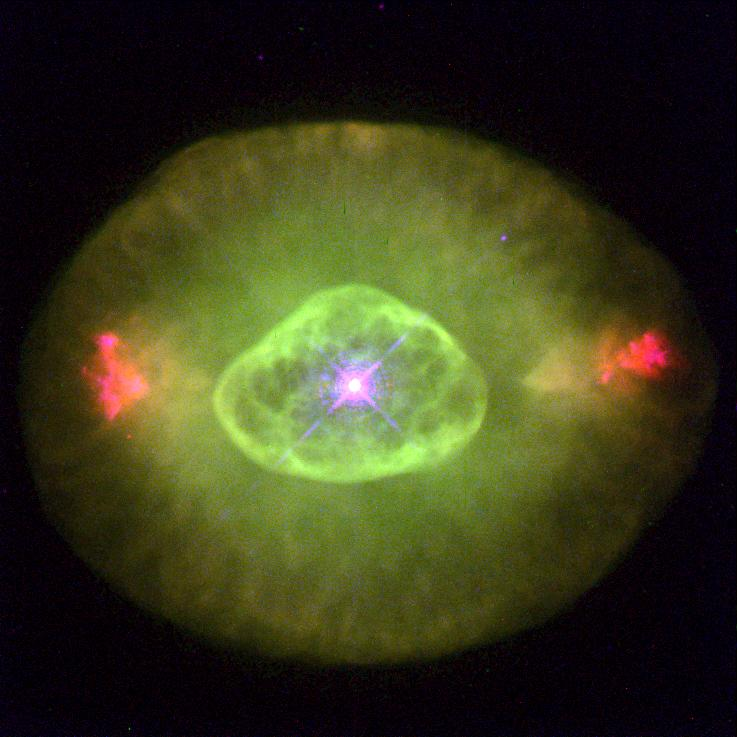
綠色的行星狀星雲：NGC 6826。

有些行星狀星雲，特別是含有氧氣的，會發出綠色。這些星雲或它們內部的恆星（通常為沃夫–瑞葉星），看起來可能是綠色的。一些行星狀星雲的例子有NGC 6572、NGC 6826、NGC 7009。

### 氐宿四
現代的觀測者常報告氐宿四（天秤座β）是白色。然而，它的顏色是有爭議的，許多早期的觀測者說它是綠色。對於它到底是甚麼顏色，似乎還沒有共識，為什麼一些觀測者說它是綠色的，也沒有普遍被接受的解釋。

### 天王星

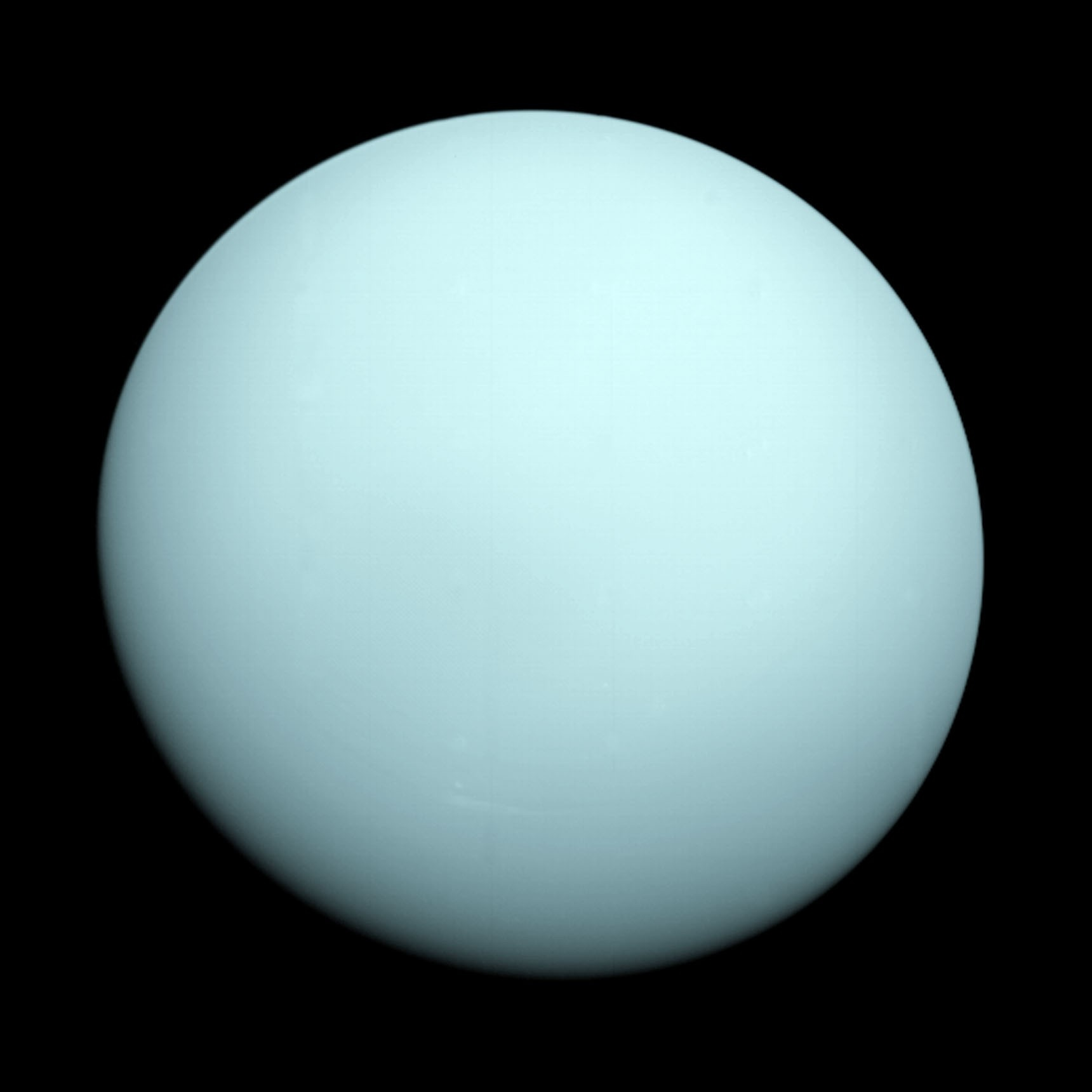
天王星

天王星這顆行星，曾經被認為是一顆恆星，並被命名為金牛座34。因為他有許多甲烷，能吸收紅色和橙色，因此它可能呈現綠色。

### 太陽

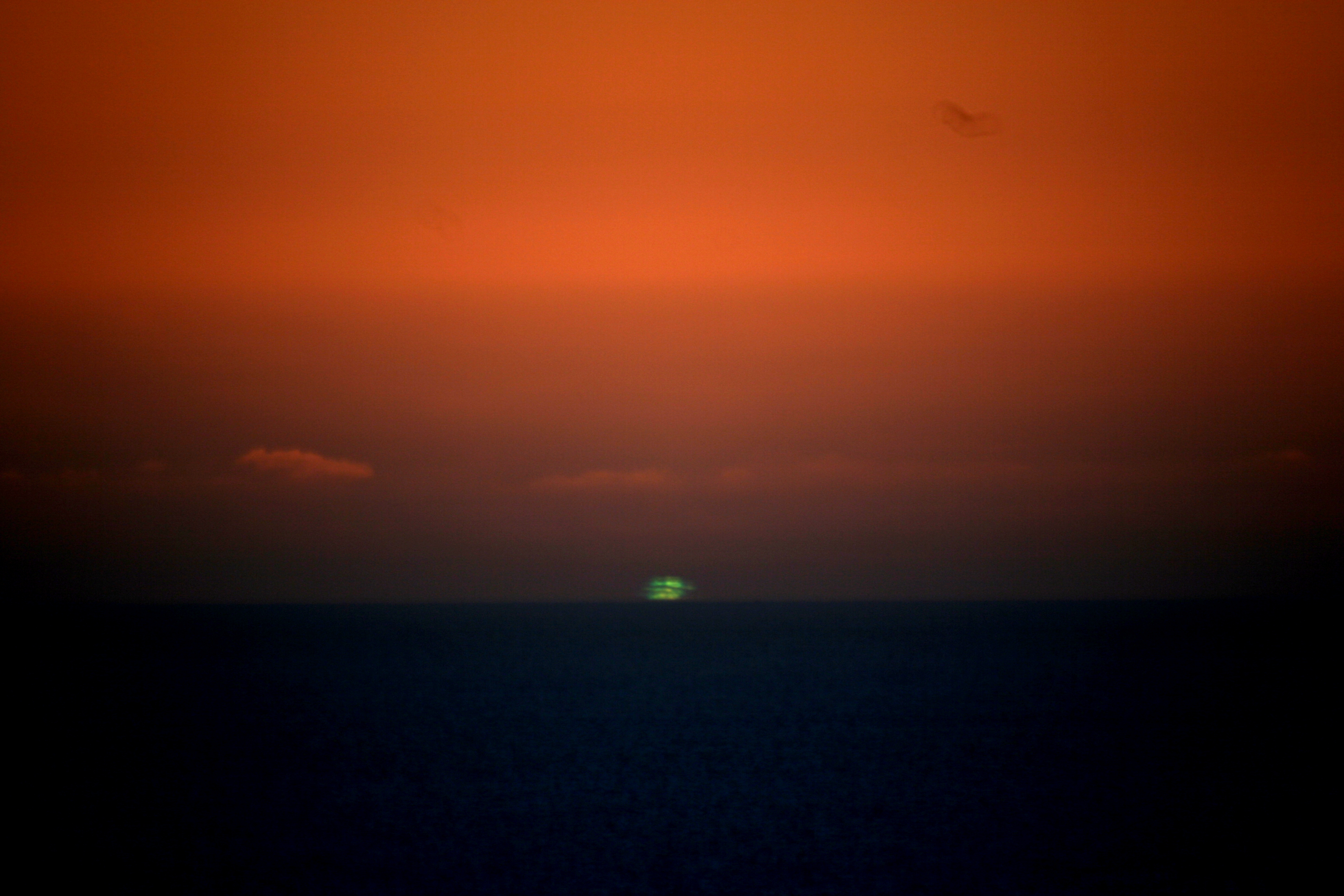
綠閃光

太陽在升起或落下時，有時有一或二秒鐘會在上緣出現綠色的斑點，稱為綠閃光。大致說是來自太陽的紅光被地球阻擋，藍光被大氣散射，綠光被大氣折射而被觀測者看見。在其它天體（如月球和明亮的行星）上，偶爾也會看見類似的現象。 
此外，太陽發出的綠色光子比其它的任何顏色都多；即它在可見光的峰值是落在綠色波長的波段上。

### 假色圖

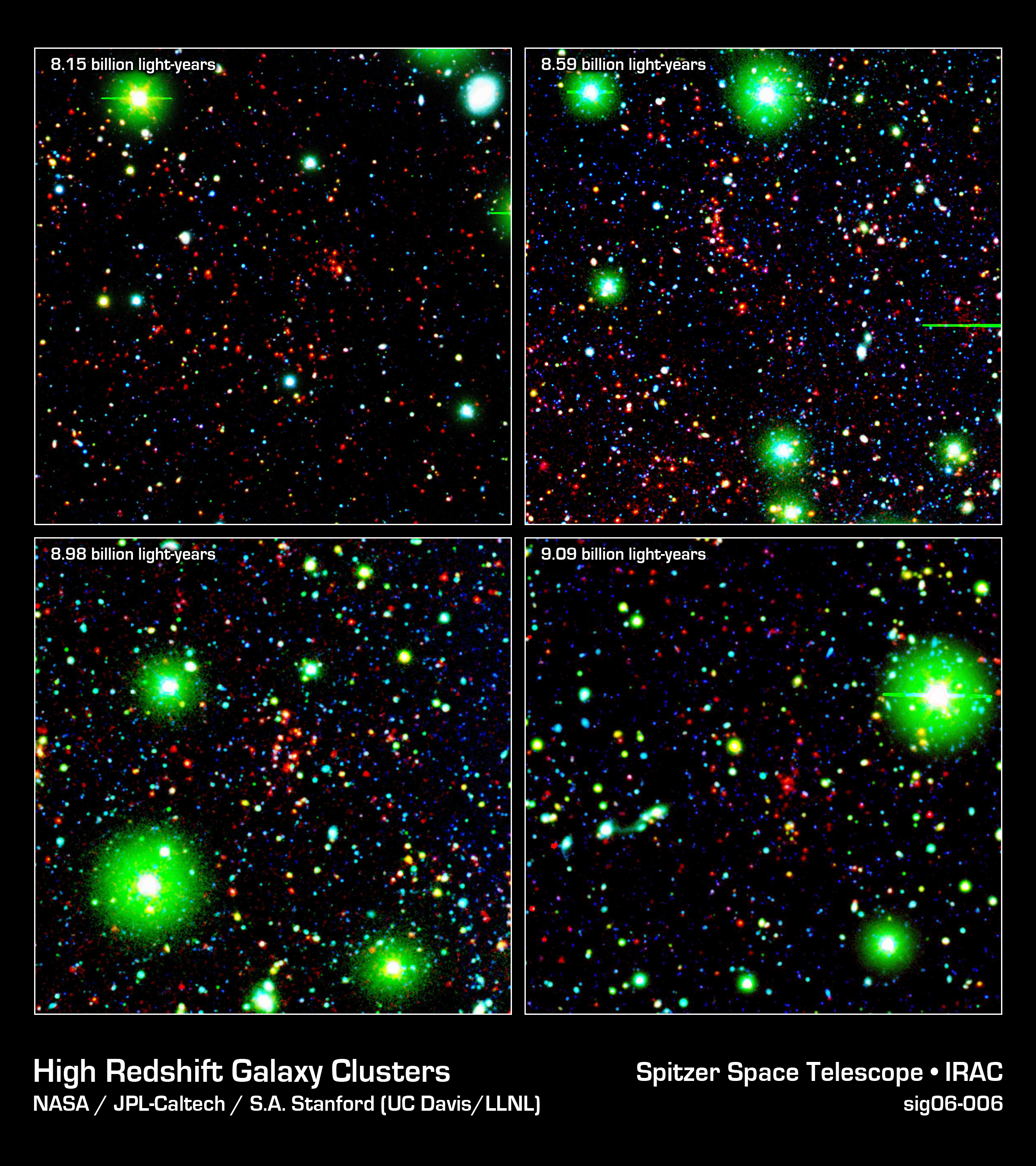
圖中綠色的斑點是以假色呈現的恆星（真實的顏色不是綠色）。

天文圖像有時會以假色列印，這可以讓恆星看會起來是綠色。

## 來源
- Burnham, Robert.  2. New York: Dover. 1978  [2020-07-06]. ISBN 9780486235684. （原始内容存档于2020-08-02）.
- Feynman, Richard. . W. W. Norton & Company. 1997  [2020-07-06]. ISBN 978-0-393-31604-9. （原始内容存档于2020-08-02）.

## 外部連結
- Why are there no green stars? （页面存档备份，存于） by Phil Plait